# Koncentrační tábor Mauthausen
Koncentrační tábor Mauthausen (německy: Konzentrationslager Mauthausen, před rokem 1940 známý jako Mauthausen-Gusen) byla velká skupina nacistických koncentračních táborů, které byly vybudované v okolí vesnic Mauthausen a Gusen v Horních Rakousích, asi 20 kilometrů východně od Lince.

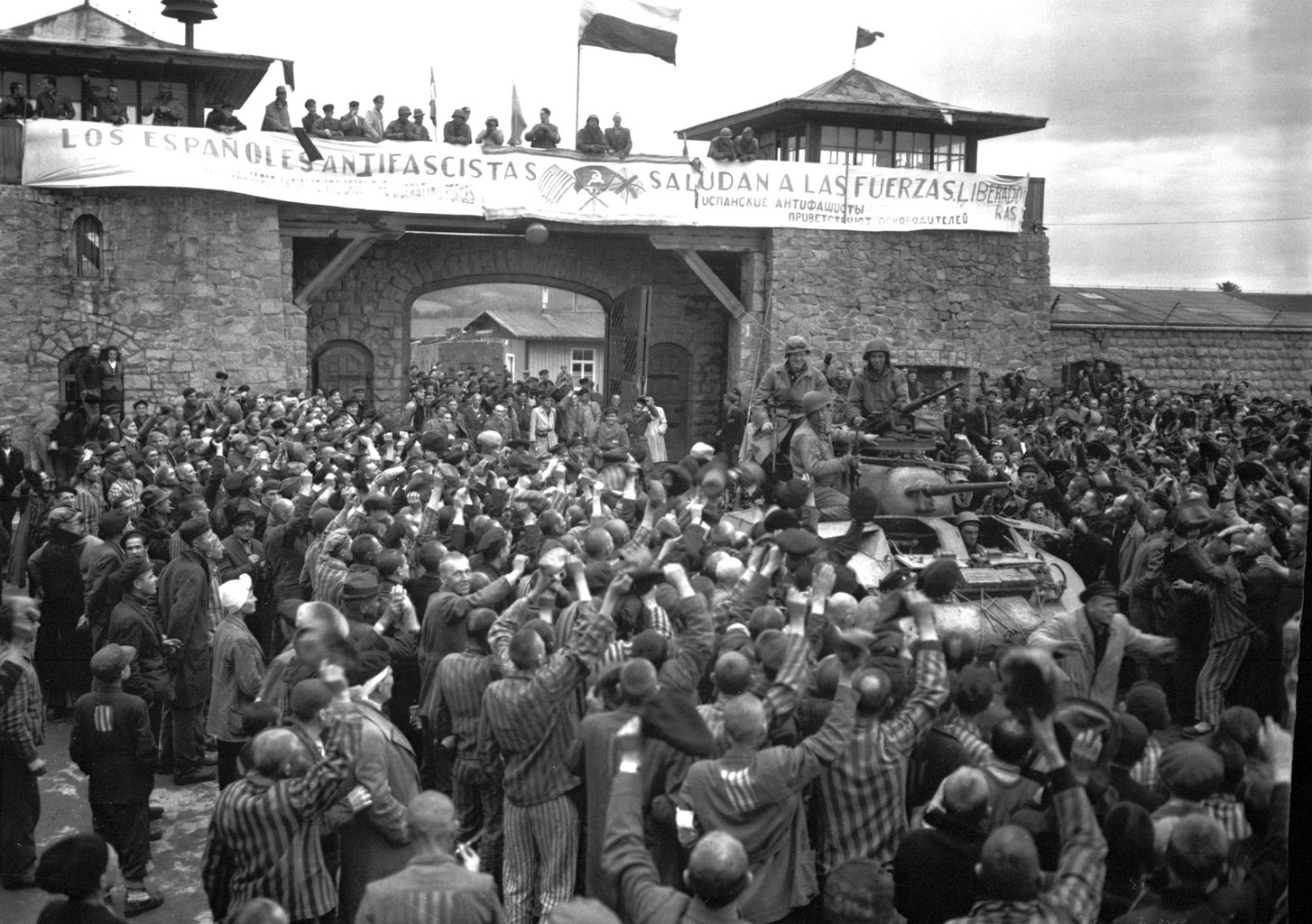
Tanky 11. americké obrněné divize vstupují do Mauthausenu, 6. května 1945

Přestože se komplex nejdříve sestával z jediného tábora u Mauthausenu, časem se rozšiřoval a stal se jedním z největších komplexů pracovních táborů v Němci ovládané Evropě. Kromě čtyř hlavních táborů existovalo u Mauthausenu a v blízkosti Gusenu v Rakousku a jižním Německu dalších více než 50 pobočných táborů, kde byli vězni využíváni k nuceným pracím. K pobočným táborům Mauthausenského komplexu patřily i kamenolomy, muniční továrny, doly, zbrojovky a továrny na výrobu stíhacích letounů Messerschmitt Me 262.
V lednu 1945 pracovalo v táborech řízených z centrály v Mauthausenu asi 85 000 vězňů. I když přesné ztráty na životech v celém komplexu zůstávají neznámé, většina zdrojů je uvádí v rozmezí od 122 766 do 320 000 osob. Tábory vytvořily jeden z prvních velkých komplexů koncentračních táborů v nacistickém Německu a byly jedněmi z posledních, které osvobodila spojenecká vojska. Oba hlavní tábory, Mauthausen a Gusen I, byly jediné tábory, které byly zařazené do III. kategorie, což znamenalo, že měly být nejpřísnějšími tábory pro „nenapravitelné politické protivníky Říše.“ Na rozdíl od jiných koncentračních táborů určených pro všechny kategorie vězňů, Mauthausen byl ve většině případů využívaný na vyhlazení inteligence prací.

## Historie

### KL Mauthausen

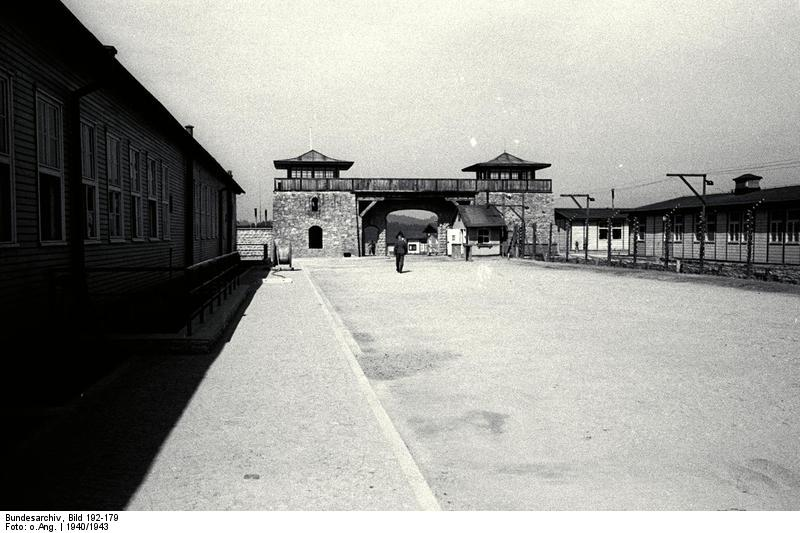
Apelplatz v Mauthausenu

Dne 8. srpna 1938 byli do Mauthausenu u Lince posláni vězni z koncentračního tábora Dachau, aby začali s budováním nového tábora. Místo nebylo vybráno jen kvůli jeho blízkosti k Linci, coby dopravnímu uzlu, ale i proto, že tato oblast byla jen řídce obydlená. I když byl tábor od začátku ovládán německým státem, založila jej soukromá společnost jako hospodářský podnik. Vlastníkem kamenolomu Wiener-Graben, který nebyl jen v Mauthausenu, ale i v jeho okolí, byla firma DEST (zkratka pro Deutsche Erd- und Steinwerke GmbH). Společnost vedená Oswaldem Pohlem, který byl taktéž vysoce postaveným funkcionářem SS, koupila kamenolom od města Vídně a začala s výstavbou Mauthausenského tábora. O rok později nařídila výstavbu prvního tábora v Gusenu. Dříve se vytěžená žula z kamenolomu používala na dláždění vídeňských ulic, ale nacističtí představitelé předpokládali využití velkého množství této horniny při kompletní rekonstrukci hlavních německých měst, v souladu s plány Alberta Speera a jiných architektů nacistické architektury.
Finanční prostředky na vybudování Mauthausenského tábora pocházely z různých zdrojů, včetně komerčních úvěrů od Dresdner Bank, v Praze sídlící Böhmische Escompte-Bank, tzv. Reinhardtova fondu (tj. z peněz, které byly ukradeny vězňům z koncentračních táborů) a od Německého červeného kříže.
Mauthausen původně sloužil jako přísně vedené vězení pro běžné zločince, prostitutky a jiné „nepolepšitelné porušovatele zákona.“ Dne 8. května 1939 se tábor změnil na pracovní a začal se používat nejčastěji k věznění politických vězňů.

### KL Gusen

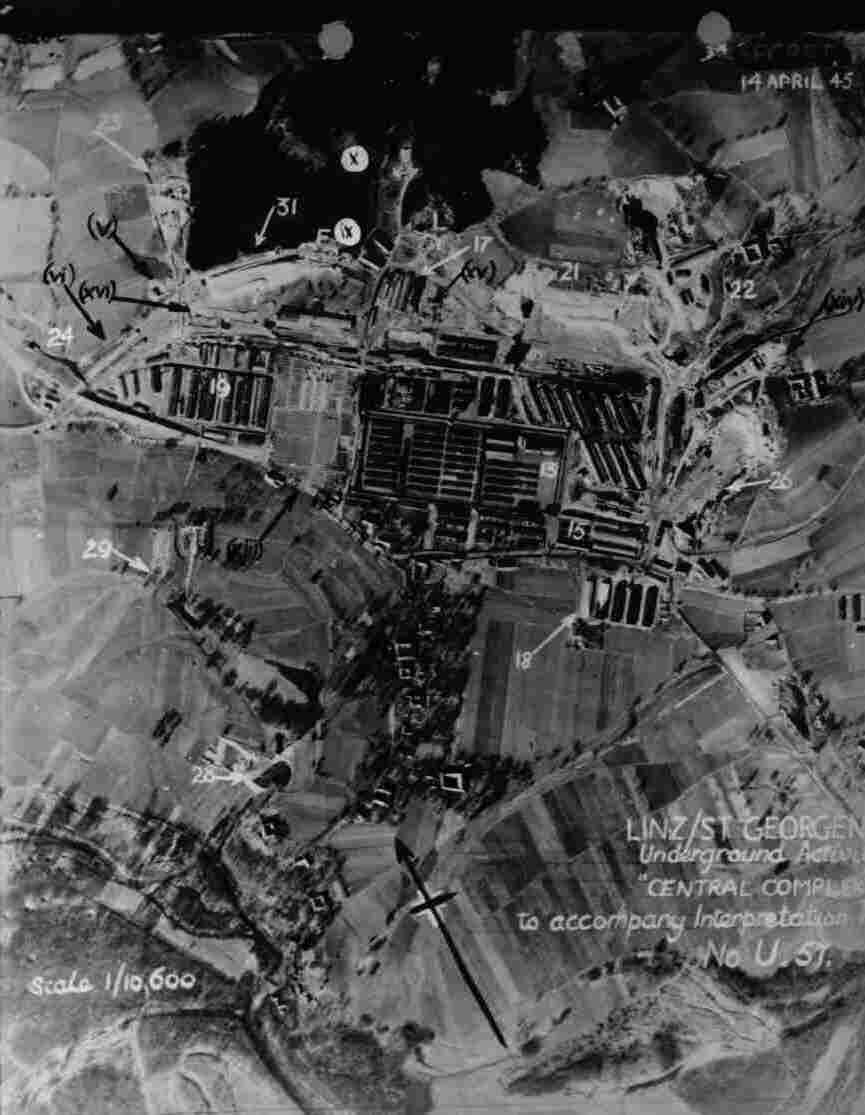
Letecký pohled na tábory Gusen I a Gusen II

Koncem roku 1939 byl už mauthausenský tábor s kamenolomem Wiener-Graben přeplněn vězni. Jejich počet se vyšplhal z 1080 koncem roku 1938 na více než 3000 o rok později. Přibližně tehdy začala v asi 4,5 kilometru vzdáleném Gusenu výstavba nového tábora. Stavba tohoto tábora (nejprve pojmenovaný Gusen I) a jeho kastenhofenského kamenolomu byla dokončena v květnu 1940. První vězně umístili 17. dubna 1940 v prvních dvou barácích (č. 7 a 8), zatímco první transport vězňů, hlavně z táborů v Dachau a Sachsenhausenu dorazil 25. května téhož roku.
Podobně jako blízký Mauthausen, i Gusen využíval svých vězňů na otrockou práci v lomech na žulu. Kromě toho je též pronajímal různým místním podnikatelům. V říjnu 1941 se několik baráků oddělilo od gusenského tábora ostnatým drátem a přeměnilo se na samostatný zajatecký tábor (německy: Kriegsgefangenenarbeitslager). V tomto táboře byl uvězněn velký počet válečných zajatců, většinou sovětských důstojníků. V průběhu roku 1942 dosáhla výrobní kapacita obou táborů svého vrcholu. Gusen se rozšířil o centrální sklad SS, kde se třídilo a dále do Německa odesílalo různé zboží zcizené z okupovaných území. Místní kamenolomy a podniky neustále potřebovaly novou pracovní sílu kvůli čím dál vyšším odvodům Němců do Wehrmachtu.
V březnu 1944 byl bývalý sklad SS přestavěn na nový pobočný tábor, který dostal název Gusen II. Až do konce války sloužil jako improvizovaný koncentrační tábor. V táboře bylo asi 12 000 až 17 000 vězňů, kteří neměli ani nejzákladnější zařízení. V prosinci 1944 byl otevřen další pobočný tábor v blízkém Lungitzu. Zde se přeměnila část průmyslové infrastruktury na třetí pobočný tábor Gusen III. Nárůst počtu poboček se nedokázal vyrovnat nárůstu počtu vězňů, což způsobilo přeplněnost baráků ve všech pobočných táborech Mauthausen-Gusenu. Od konce roku 1940 do roku 1944 stoupl počet vězňů, kteří připadali na jednu postel ze 2 na 4.

### Soustava táborů Mauthausen-Gusen

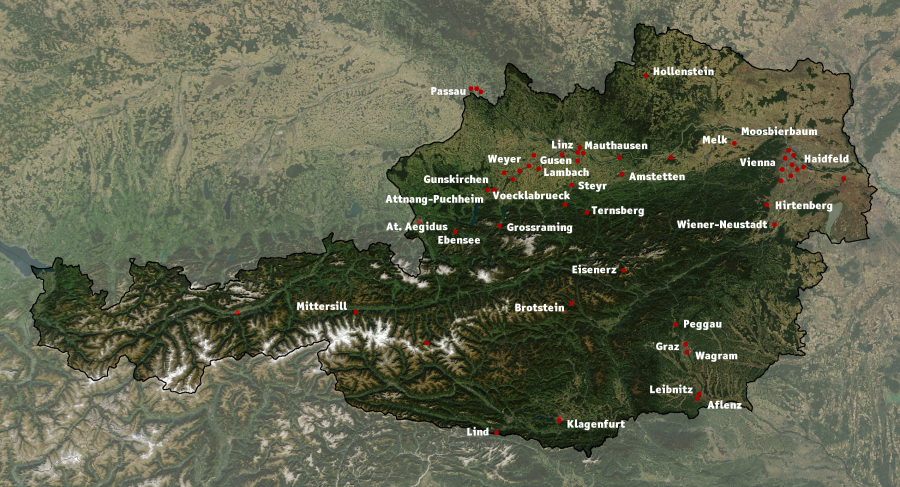
Mapa s vyznačením nejvýznamnějších pobočných táborů

Tak, jak se neustále zvyšovala produkce Mauthausen-Gusenského komplexu táborů, tak se zvyšoval i počet vězňů v jednotlivých pobočných táborech. Tábory Gusen a Mauthausen původně sloužily místním kamenolomům, avšak od roku 1942 již byly začleněny do německé vojenské mašinérie. Na pojetí zvyšujícího se počtu nucených dělníků se začalo s výstavbou pobočných táborů (Außenlager). Ke konci války se již jednalo o 101 pobočných táborů (včetně 49 hlavních pobočných táborů), nacházejících se na většině území současného Rakouska – od Mittersillu jižně od Salcburku až po Schwechat východně od Vídně a od Pasova na předválečné rakousko-německé hranici až po Loibl Pass na hranici s Jugoslávií. Pobočné tábory byly rozdělené podle jejich hlavního zaměření do několika kategorií:
- Produktionslager – tábory pro tovární dělníky
- Baulager – tábory pro výstavbu
- Aufräumlager – tábory na odklízení trosek z měst bombardovaných spojenci
- Kleinlager – (malé tábory), práce výhradně pro SS

### Mauthausen-Gusen jako podnik
Ve výrobní produkci a v zisku dosahoval Mauthausen-Gusen nejlepších výsledků ze všech velkých nucených pracovních center včetně Auschwitz I., Flossenbürgu, Gross-Rosenu, Marburgu a Natzweiler-Struthofu. Seznam podniků využívajících nucené práce z tábora Mauthausen-Gusen byl dlouhý a zahrnoval i velké národní korporace, ale stejně tak i malé místní firmy a komunity. Část kamenolomu upravili na montážní závod pro automatické zbraně Mauser. V roce 1943 byla v Gusenu postavená podzemní továrna podniku Steyr-Daimler-Puch. Podobná továrna na výrobu stíhaček Messerschmitt byla otevřena poblíž Sankt Georgen an der Gusen. Společně se celkem asi 45 větších podniků podílelo na tom, že koncentrační tábor Mauthausen-Gusen dosáhl v samotném roce 1944 zisk více než 11 milionů říšských marek. Mezi tyto podniky patřily:
| Počet vězňů v pobočných táborech na přelomu let 1944 a 1945 | Počet vězňů v pobočných táborech na přelomu let 1944 a 1945 |
| ----------------------------------------------------------- | ----------------------------------------------------------- |
| Gusen (I, II a III společně)                                | 26 311                                                      |
| Ebensee                                                     | 18 437                                                      |
| Gunskirchen                                                 | 15 000                                                      |
| Melk                                                        | 10 314                                                      |
| Linec                                                       | 6 690                                                       |
| Amstetten                                                   | 2 966                                                       |
| Wiener-Neudorf                                              | 2 954                                                       |
| Schwechat                                                   | 2 568                                                       |
| Steyr-Münichholz                                            | 1 971                                                       |
| Schlier-Redl-Zipf                                           | 1 488                                                       |

- kartel DEST
- Accumulatoren-Fabrik AFA (hlavní producent baterií pro německé ponorky)
- Bayer (hlavní německý producent léků a léčiv)
- Deutsche Bergwerks und Hüttenbau
- v Linci sídlící Eisenwerke Oberdonau (hlavní dodavatel ocele pro německé obrněné tanky)[14]
- Flugmotorenwerke Ostmark (výrobce leteckých motorů)
- Otto Eberhard Patronenfabrik (závod na výrobu munice)
- Heinkel a Messerschmitt (letecké továrny, též výrobce trupů pro raketu V-2)
- Hofherr und Schrenz
- Österreichische Sauerwerks (výrobce zbraní)
- PUCH (dopravní prostředky)
- Rax-Werke (stroje a rakety V-2)
- Steyr (továrna na výrobu lehkých zbraní)
- kartel Steyr-Daimler-Puch (zbraně a dopravní prostředky)
- Universale Hoch und Tiefbau (budování tunelů v Loibl Passe)

Vězně pronajímali jako otroky. Využívaly je například na práci v místních farmách, při budování cest, zpevňování a opravě břehů Dunaje, na budování velkých obytných čtvrtí v Sankt Georgen či na archeologických vykopávkách ve Spielbergu.
Poté, co začal být německý vojenský průmysl strategicky bombardován spojeneckým letectvem, se němečtí plánovači rozhodli přesunout výrobu do podzemí, kde by odolala nepřátelskému leteckému bombardování. Vězni dostali příkaz vybudovat v Gusenu I několik velkých tunelů pod kopci, které obklopovaly tábor (tato akce dostala krycí název Kellerbau, doslova „stavba sklepa“). Koncem druhé světové války vykopali vězni prostory o ploše až 29 400 m2 pro továrny na ruční zbraně. V lednu 1944 vykopali podobné tunely vězni z tábora Gusen II pod vesnicí Sankt Georgen (krycí název Bergkristall, doslova „křišťál“). Plocha přibližně 50 000 m2 umožnila firmě Messerschmitt vybudovat montážní závod na výrobu stíhacích letounů Me 262 a raket V-2. Kromě výroby letadel sloužilo zhruba 7000 m2 tunelů Gusenu II pro továrny, které vyráběly různý vojenský materiál. Koncem roku 1944 pracovalo v podzemí přibližně 11 000 vězňů z Gusenu I a II. Dalších 6500 pracovalo na rozšíření podzemní sítě tunelů a hal. Po dokončení v roce 1945 byla továrna na Me 262 schopná smontovat 1250 letadel za měsíc. Byla to druhá největší německá továrna na výrobu letadel po rovněž podzemní výrobě v koncentračním táboře Dora-Mittelbau. Další podzemní továrna, která spadala pod mauthausenský tábor, se nalézala nedaleko Vídně v obci Hinterbrühl. Zde v bývalém dolu na vápenec Seegrotte firma Heinkel vyráběla první proudový stíhací letoun na světě He 162.

### Vyhlazovací práce

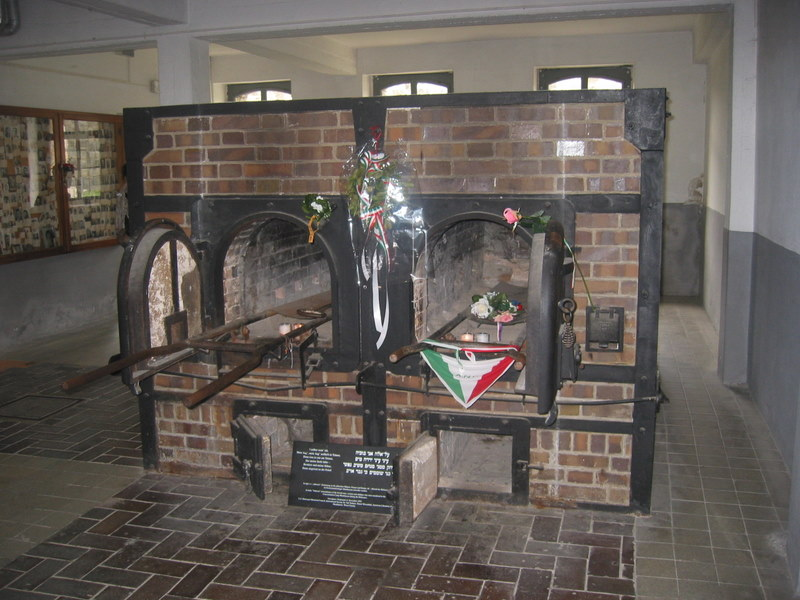
Krematorium v Mauthausenu

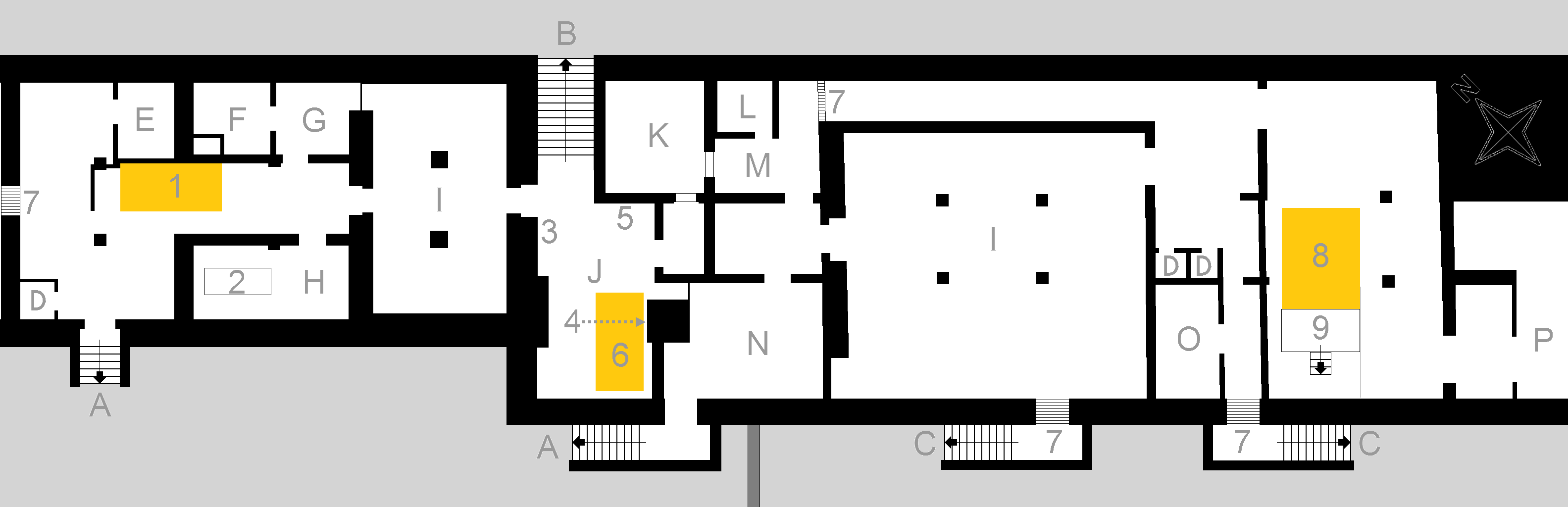
Plán "popravčího sklepa" v Mauthausenu

Kromě hospodářské funkce měl tábor i politický význam. Přinejmenším do roku 1943 byl tábor určený pro vězně a vraždění skutečných i domnělých politických a ideologických nepřátel Německa. Posléze však tábor sloužil německé vojenské mašinérii a vykonával i vyhlazovací práci. Když byli vězni po dvanáctihodinové práci v kamenolomu úplně vyčerpaní nebo když byli příliš nemocní či příliš slabí, aby mohli pracovat, přesunuli je do tzv. revíru (Krankenrevier, barák pro choré) nebo na jiné místo k vyhlazení. Zpočátku neměl tábor vlastní plynovou komoru a takzvané muzelmany, tj. vězně příliš choré na to, aby pracovali po tom co byli týráni, podvyživení anebo úplně vyčerpaní, přesunuli do jiných koncentračních táborů k vyhlazení (nejčastěji do neslavného zámku Hartheim, který byl vzdálený 40,7 km) či je usmrtili smrtelnou injekcí a zpopelnili v místním krematoriu. Se zvyšujícím se počtem vězňů se tento systém příliš prodražoval a od roku 1940 se stal Mauthausen-Gusen jedním z mála západních táborů, který používal plynovou komoru pravidelně. Z počátku používal jen improvizovanou mobilní plynovou komoru – dodávku s výfukovou trubicí vyvedenou uvnitř korby – která pendlovala mezi Mauthausenem a Gusenem. V prosinci 1941 dokončili trvalou plynovou komoru, která mohla najednou zabít až 120 vězňů.

## Vězni

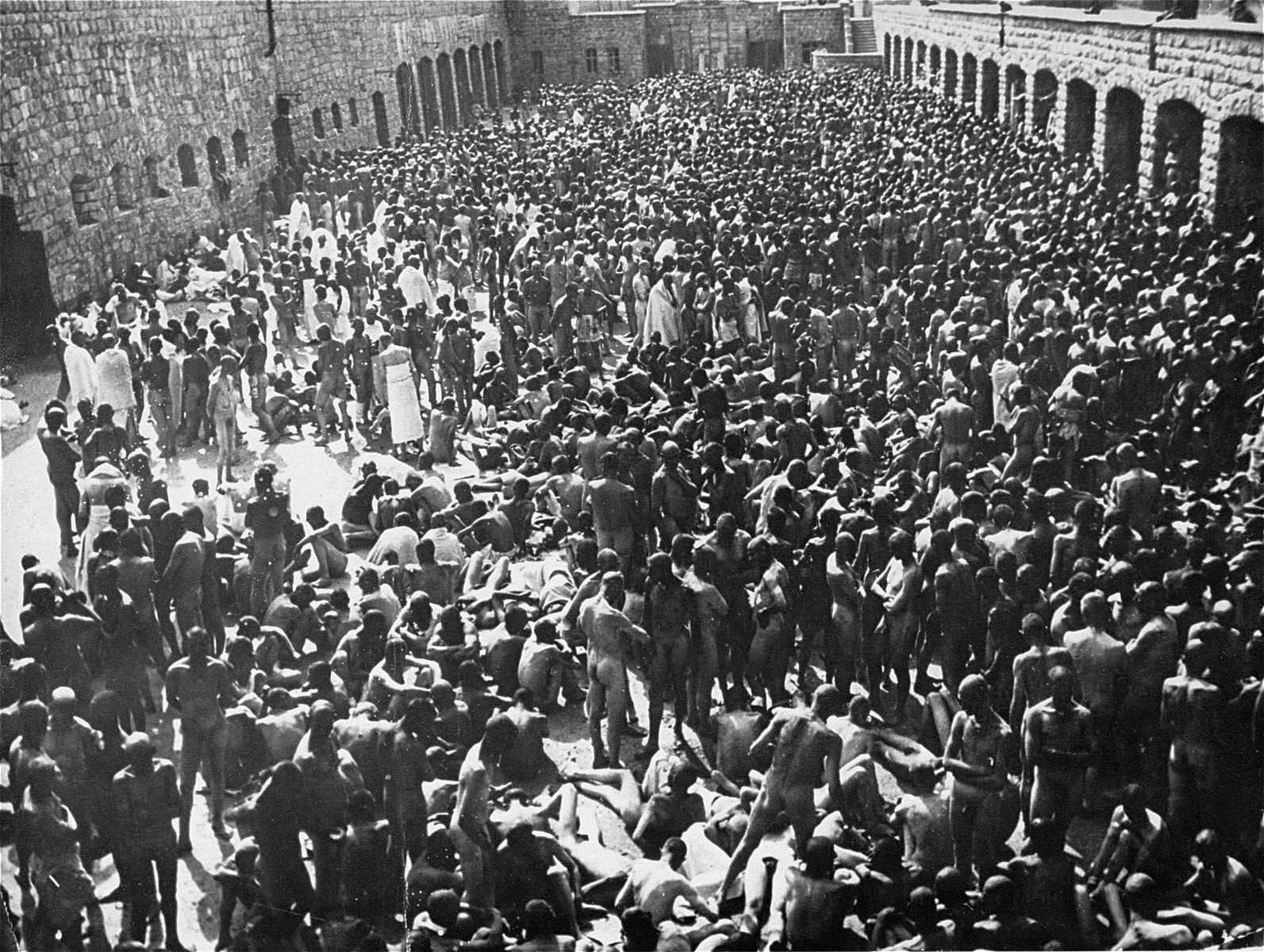
Noví vězni čekající na dezinfekci na jednom ze dvorů Mauthausenu

Až do roku 1940 tvořili největší skupiny vězňů němečtí, rakouští a českoslovenští socialisté, komunisté, anarchisté, homosexuálové a Romové. Dalšími skupinami pronásledovanými výhradně kvůli náboženským postojům byli sektáři (takto je nazýval nacistický režim), tj. například Svědkové Jehovovi. Důvodem jejich uvěznění bylo odmítnutí přísahy oddanosti Hitlerovi a rovněž tak zapojení se do jakékoliv vojenské služby.
Začátkem roku 1940 byl do komplexu Mauthausen-Gusen přesunut velký počet Poláků. První skupiny byly složené z umělců, vědců, skautů, učitelů a univerzitních profesorů uvězněných během akce AB.
Později byli nově příchozí ze všech kategorií „nechtěných“, nicméně i tak tvořili vzdělanci a političtí vězni až do skončení války nejpočetnější skupinu. Během druhé světové války se do Mauthausenu a jeho pobočných táborů dostaly velké skupiny španělských republikánů. Povětšinou se jednalo o bývalé republikánské vojáky či aktivisty, kteří utekli do Francie po Francově vítězství a byli zajati německou armádou v roce 1940 při francouzské porážce či o osoby odevzdané Němcům představiteli vichistického režimu. Největší z těchto skupin dorazila do Gusenu v lednu 1941. Začátkem roku 1941 přesunuli téměř všechny Poláky a Španěly, kromě malých skupin specialistů pracujících v kamenolomu, z Mauthausenu do Gusenu. Tábory začaly po začátku sovětsko-německé války v roce 1941 přijímat velké množství sovětských zajatců. Většinu z nich umístili do baráků oddělených od zbytku tábora. První skupiny určené pro plynové komory, postavené počátkem roku 1942, sestávaly hlavně ze sovětských válečných zajatců. V roce 1944 přivezli do tábora velkou skupinu maďarských a nizozemských Židů čítající zhruba 8000 lidí. Podobně, jako v případě dalších velkých skupin většinou vězňů umístěných do Mauthausen-Gusenu, zemřela většina z nich na následky těžké práce, špatných podmínek nebo po shození ze stěny mauthausenského kamenolomu, přezdívané dozorci SS a kápy „parašutistická stěna“ (Fallschirmspringerwand). Tyto vězně dozorci označovali jako „parašutisty.“

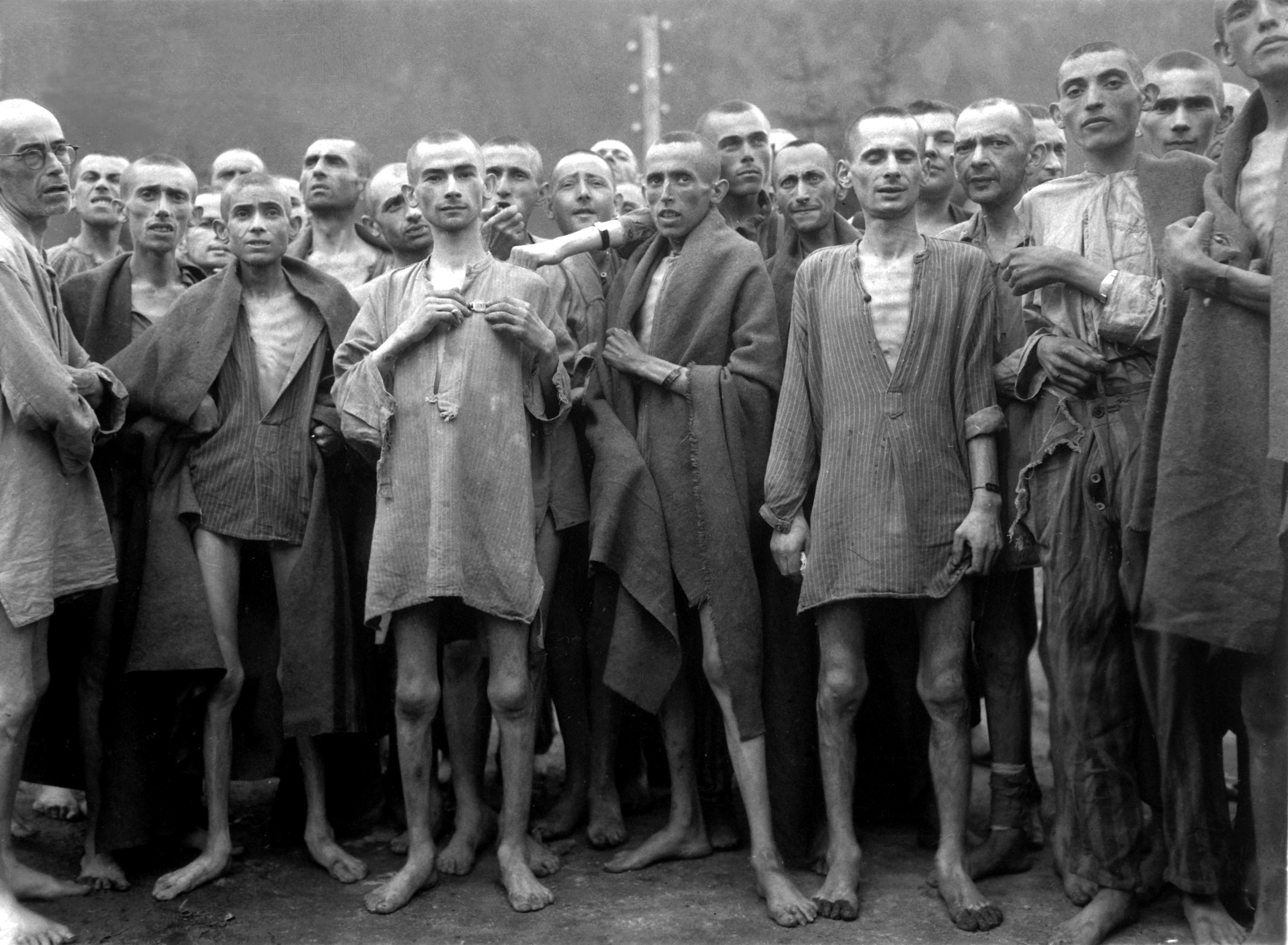
Vězni z pobočného tábora Ebensee, po osvobození 80. americkou pěší divizí

Tábory Mauthausen-Gusen přijímaly během druhé světové války denně menší vězeňské transporty; většinou z ostatních koncentračních táborů Německem okupované Evropy. Většina vězňů v pobočných táborech Mauthausenu byla před jejich přesunutím do nynějších táborů nejprve držena na různých jiných místech. Nejvýznamnější z těchto center byly pro Mauthausen-Gusen neslavně známé tábory Dachau a Osvětim-Březinka (Auschwitz-Birkenau). První transporty z Osvětimi začaly v únoru 1942. Druhý transport v červnu téhož roku byl zhruba o 1200 vězňů větší. Podobné skupiny poslali z Osvětimi do Gusenu a Mauthausenu v dubnu a listopadu 1943 a později v lednu a únoru 1944. Nakonec v květnu téhož roku po návštěvě Adolfa Eichmanna v Mauthausenu, přijal Mauthausen-Gusen první skupinu 8000 maďarských Židů z Osvětimi; první skupinu, kterou evakuovali z tábora před sovětským postupem. Zpočátku se skupiny evakuované z Osvětimi skládaly z kvalifikovaných dělníků pro rostoucí průmysl Mauthausen-Gusenského komplexu, ale jak evakuace pokračovala, přepravili do Mauthausenu, Gusenu, Vídně nebo Melku i jiné kategorie méně kvalifikovaných lidí.
Postupem času přestal osvětimský tábor téměř přijímat nové vězně a většina z nich byla namísto toho přesměrována do Mauthausenu. Poslední skupinu, asi 10 000 vězňů, evakuovali v poslední vlně v lednu 1945, jen několik týdnů před sovětským obsazením komplexu Auschwitz-Birkenau. Byla mezi nimi i velká skupina civilistů uvězněná Němci po neúspěšném Varšavském povstání, ze kterých ale přežilo do osvobození jen přibližně 500 lidí. Celkem přišlo v posledních měsících války z jiných koncentračních táborů až 23 364 vězňů. Mnohem víc jich však zemřelo při pochodech smrti, následkem úplného vyčerpání, či v železničních vagónech, kde je před jejich příchodem drželi několik dní bez jídla a pití při teplotách pod bodem mrazu. Vězeňské transporty se považovaly za méně významné než jiné důležité služby.
Mnozí z těch, kteří přežili cestu, zemřeli ještě před registrací, čímž jiní dostali čísla už mrtvých vězňů. Mnoho z nich potom ubytovali v táboře nebo v nově zřízeném stanovém táboře (Zeltlager) v těsné blízkosti Mauthausenu, kde přinutili přibližně 2000 lidí být ve stanech určených jen pro 800 vězňů a potom je nechali vyhladovět.
Podobně jako v ostatních nacistických koncentračních táborech si ani v Mauthausenu nebyli všichni vězni rovni. Zacházeli s nimi v závislosti na jejich kategorii, národnosti a hodnosti. Takzvaní „kápové“ nebo vězni naverbovaní jejich únosci na dozorování, dostávali více jídla a vyšší mzdu ve formě kupónů, které mohly být v kantýně nebo v samostatné místnosti, nacházející se ve většině baráků, směněny za cigarety. Navíc byl pro ně podle Himmlerova příkazu z června 1941 v roce 1942 v táborech Mauthausen a Gusen I otevřen nevěstinec. „Kápové“ tvořili největší část tzv. prominentů (Prominenz), tj. vězňů, se kterými se zacházelo lépe než s normálními vězni.

### Češi a Slováci v Mauthausen-Gusenu

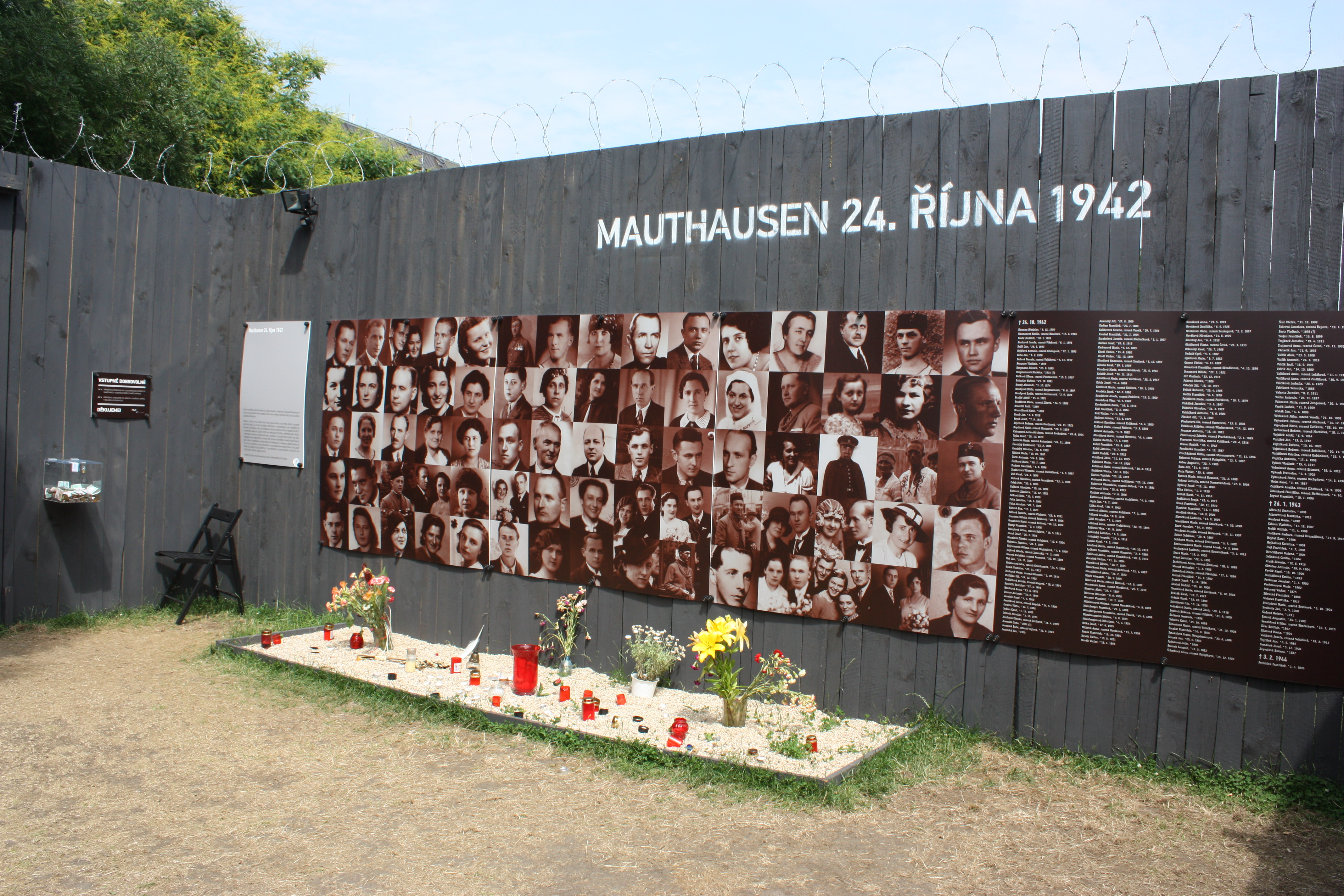
Příbuzní parašutistů a jejich spolupracovníci popravení 24. října 1942

Komplex táborů Mauthausen-Gusen byl jedním z táborů, kam byli posíláni občané z Protektorátu Čechy a Morava a ze Slovenského státu. První političtí vězni se do tábora dostali již v roce 1939. Následující rok byla do tábora v rámci přesunu vězňů převezena skupina Čechů ze Sachsenhausenu. Výraznější deportace však začaly až v říjnu 1941 na základě příkazu zastupujícího říšského protektora Reinharda Heydricha: „Vzhledem k zvláštnímu utváření v Protektorátu Čechy a Morava je nutno všechny osoby odsouzené stannými soudy zřízenými v Protektorátu, na základě nařízení říšského protektora ze dne 27. září 1941, k předání tajné státní policii, umísťovat výlučně v koncentračním táboře Mauthausen.,“ podle něhož hrál Mauthausen „zvláštní úlohu při decimování českého hnutí odporu.“ Od prvního velkého transportu z 3. října, který čítal 280 osob, bylo do konce roku do Mauthausenu deportováno téměř 1400 Čechů. Masové deportace Slováků probíhaly od počátku roku 1945. Podle nacistických statistik (Zugangsbuch) bylo v letech 1941 až 1945 do Mauthausen-Gusenu celkem deportováno na 7320 Čechů a Slováků, z nichž jich zde zahynulo 4473.
Poslední transport (označení KL3) byl vypraven z Brna 7. dubna 1945 a tvořilo jej 219 osob, moravských odbojářů. Do Mauthausenu dorazil o dva dny později a 10. dubna 1945 byli všichni popraveni.
Nově příchozí Češi a Slováci byli přijímáni ve dvou kategoriích. První podstoupila klasickou proceduru nových vězňů, kteří se přes karanténu dostali do pracovních bloků. Druhá kategorie byla určena k likvidaci. Výjimečně krutému zacházení se jim dostalo po atentátu na Reinharda Heydricha. Do Mauthausenu bylo odvedeno mnoho významných českých osobností. Zemřel zde např. písničkář a herec Karel Hašler, profesor Jan Vážný nebo 18letý syn prezidenta Ludvíka Svobody. Po atentátu na Heydricha zde bylo 24. října 1942 popraveno 262 spolupracovníků a příbuzných Josefa Valčíka, Jana Kubiše a ostatních parašutistů. Nejmladší z obětí byla 14letá Jindřiška Nováková. Táborem dále prošli například Adolf Kajpr, Štěpán Trochta a řada českých vědců a pedagogů. V letech 1941–1945 zde byl vězněn také pozdější československý prezident Antonín Novotný (ve funkci 1957–1968).

### Ženy a děti v Mauthausen-Gusenu

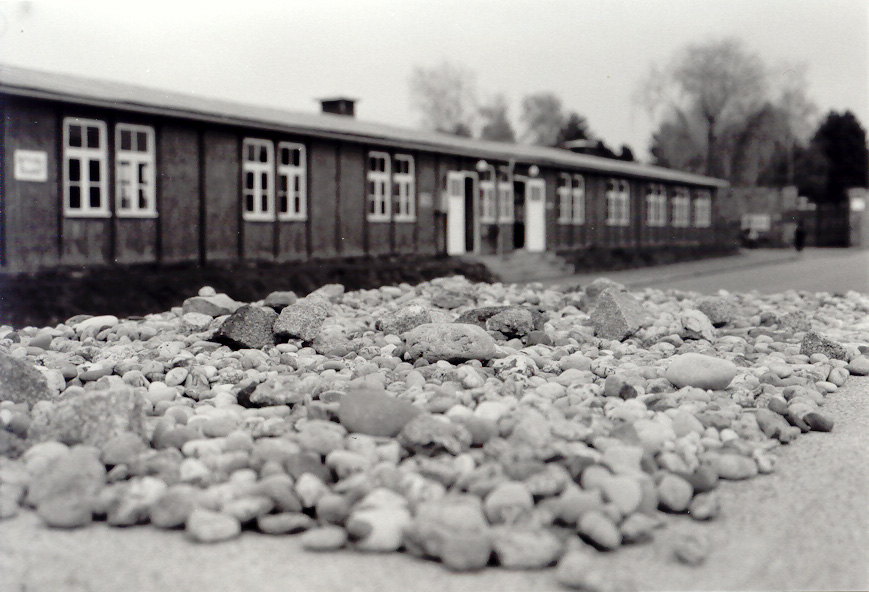
Jeden z Mauthausenských baráků s kameny zanechanými židovskými návštěvníky

Ačkoliv byl komplex Mauthausen-Gusen pracovní tábor pro muže, s prvním ženským transportem z Osvětimi v září 1944 otevřeli v Mauthausenu i tábor pro ženy. Další ženy a děti přišly do Mauthausenu z Ravensbrücku, Bergen-Belsenu, Gross Rosenu a Buchenwaldu. Spolu s nimi přišly i ženské dozorkyně; o dvaceti je známo, že sloužily v Mauthausenu, šedesát v celém táborovém komplexu, v pobočných táborech Hirtenberg, Lenzing (hlavní ženský poboční tábor v Rakousku) a Sankt Lambrecht. Hlavní dozorkyně v Mauthausenu byla nejdříve Margarete Freinbergerová a poté Jane Bernigauová. Skoro všechny dozorkyně sloužící v Mauthausenu Němci naverbovali v rakouských městech mezi zářím a listopadem 1944. Začátkem dubna 1945 přišlo nejméně dalších 2500 ženských vězeňkyň z ženských táborů v Amstettenu, St. Lambrechtu, Hirtenbergu a Flossenbürgského tábora ve Freibergu. Uvádí se, že v Mauthausenu sloužila i Hildegard Lächertová.
Dostupná statistika o mauthausenských vězních z jara 1943 uvádí 2400 vězňů mladších 20 let, což bylo celkem 12,8 % z celkového počtu 18 655 vězňů. Do konce března 1945 se zvýšil počet na 15 048, což bylo 19,1 % z celkového počtu 78 547 vězňů. Počet mladistvých se v tomto časovém intervalu zvýšil 6,2krát, zatímco počet dospělých vězňů vzrostl ve stejném časovém období pouze čtyřnásobně. Tato čísla odrážela, s pokračováním války, zvýšený počet polských, českých, ruských a balkánských mladistvých nuceně pracujících. Těsně před osvobozením udává statistika následovné složení mladistvých: 5809 zahraničních civilních dělníků, 5055 politických vězňů, 3654 Židů a 330 sovětských válečných zajatců. Uvádí rovněž 23 romských dětí, 20 takzvaných „protispolečenských elementů“, 6 Španělů a 3 Svědky Jehovovy.

### Zacházení s vězni

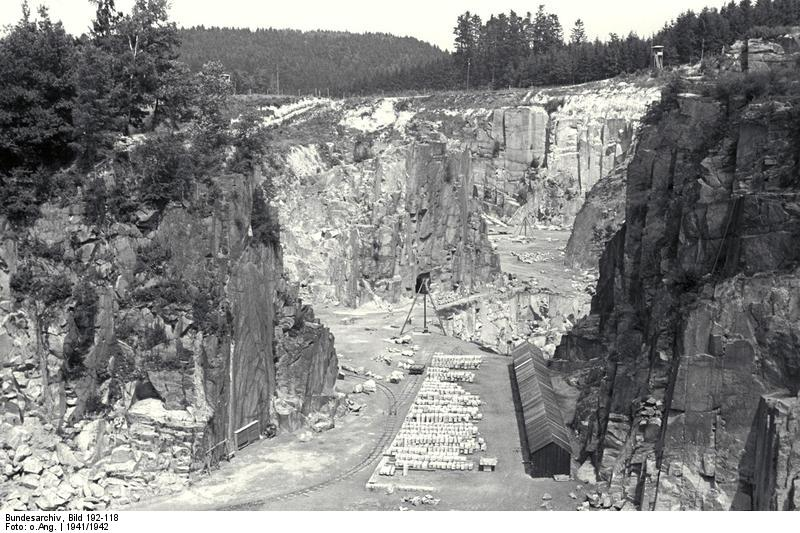
Mauthausenský kamenolom

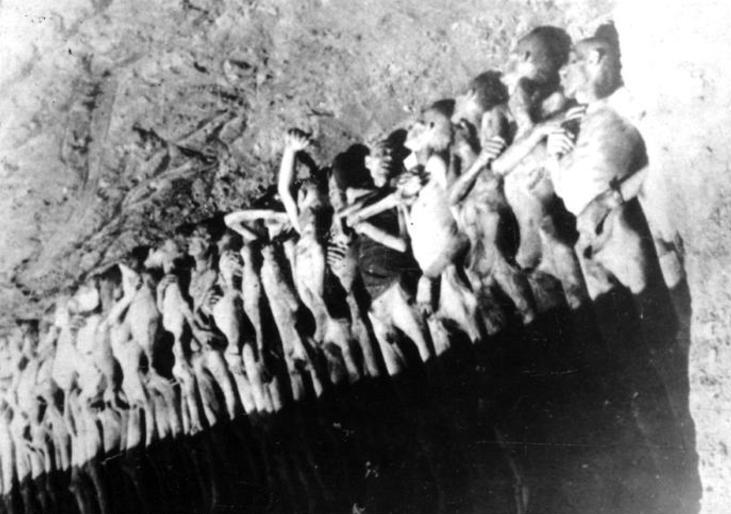
Masový hrob

Ačkoliv Mauthausen-Gusen nebyl jediným koncentračním táborem, kde Němci zrealizovali svůj systém vyhlazení prací (Vernichtung durch Arbeit), patřil mezi nejbrutálnější a nejpřísnější. Podmínky v táboře se považovaly za výjimečně nesnesitelné, dokonce i na poměry koncentračních táborů. Vězni netrpěli pouze podvýživou, přeplněnými baráky, neustálým týráním a bitím dozorci a kápy, ale i výjimečně těžkou prací. Když bylo v Mauthausenu příliš vězňů na to, aby pracovali najednou v kamenolomu, mnohým přiřadili práci v dílně nebo jinou manuální práci. Práce v kamenolomu přidělovali těm nešťastníkům, kteří se nějak provinili. Důvody k jejich poslání na „úkol za trest“ byly bezvýznamné a zahrnovaly „zločiny,“ jako například nezasalutování kolemjdoucímu Němci.
Práce v kamenolomu, často v nesnesitelných horkách nebo při mrazech až −30 °C, vedla k výjimečně vysoké úmrtnosti. Příděly jídla byly omezené a průměrný vězeň vážil v letech 1940 až 1942 zhruba 40 kilogramů. Odhaduje se, že průměrná energetická hodnota přídělů jídla se snížila z 1750 kalorií za den, v letech 1940 až 1942, na 1460 v dalším období. V roce 1945 se energetická hodnota přídělů dále snížila a nepřesáhla 600 až 1000 kalorií denně. To je méně než třetina energie potřebné pro průměrného dělníka pracujícího v těžkém průmyslu. To vedlo k vyhladovění tisíců vězňů.
Vězni v Mauthausenu, Gusenu I a II měli přístup k oddělenému táboru pro nemocné (Krankenlager). Navzdory tomu, že v tomto táboře pracovalo zhruba sto lékařů z řad vězňů, nebyly jim poskytnuty žádné léky a mohli poskytovat pouze základní první pomoc. Proto byla „táborová nemocnice,“ jak byla nazývána Němci, ve skutečnosti poslední zastávkou před smrtí pro tisíce vězňů a jen velmi málo z nich mělo šanci na uzdravení.
Kamenolom Mauthausen byl i domovem neblaze proslulých „schodů smrti.“ Vězně tu přinutili v řadě jednoho za druhým vynášet po 186 schodech hrubě vysekané bloky kamenů, které často vážily až 50 kilogramů. Mnozí vězni se vyčerpáním zhroutili a spadli na jiné jdoucí za nimi, čímž vytvořili domino efekt; první vězeň padal na dalšího, a tak dále až úplně dolů.
Tato brutalita nebyla náhodná. Dozorci z řad SS často nutili vyčerpané vězně vynést nahoru po schodech kamenné bloky. Ty, kteří toto utrpení přežili, seřadili na kraj útesu známého jako „parašutistická stěna“ (Fallschirmspringerwand). Se zbraní, kterou proti nim mířili, měli vězni dvě možnosti; být zastřeleni nebo shodit vedle stojícího vězně z útesu. Mezi jiné běžné vyhlazovací metody vězňů, kteří byli nemocní, neschopní další práce, chycení při pokusu o útěk nebo prostřednictvím kolektivní viny, patřilo:
- ubití k smrti (příslušníky SS nebo „kápy“)
- ledové sprchy – asi 3000 vězňů zemřelo na následky podchlazení poté, co byli přinuceni sprchovat se ledově studenou vodou a ponechání venku při nízkých teplotách[43]
- masové popravy zastřelením
- lékařské experimenty
  - Aribert Heim, přezdívaný vězni „doktor smrt,“ strávil v táboře 7 týdnů, během nichž prováděl své experimenty[44]
  - jiný tzv. „vědec,“ který vykonával experimenty na vězních byl Karl-Josef Gross, který při testování své experimentální vakcíny záměrně nakazil stovky vězňů cholerou a tyfem[nepřesný odkaz]. Následkem těchto experimentů bylo mezi 5. únorem 1942 a polovinou dubna 1944 usmrceno více než 1500 vězňů.[45]
- oběšení
- vyhladovění (například v bunkrech)[46]
- injekce fenolu (skupina 2000 vězňů, která si požádala o přesun do sanatoria byla prohlášená za duševně choré a byla usmrcena v rámci akce H-13 Dr. Ramsauerem)[43]
- utopení ve velkých sudech s vodou (Gusen II)[47][pozn 6]
- hození vězňů na ostnatý drát, který byl pod napětím 380 voltů[46]
- přinucení vězňů jít za hranice tábora a potom je zastřelit pod záminkou pokusu o útěk[48]

Dr. Antoni Gościński, jeden z těch, kteří přežili, informoval po skončení války o 62 způsobech zabití v táborech Gusen I a Mauthausen. Hans Maršálek odhadoval, že průměrná délka života nového vězně v Gusenu se pohybovala od šesti měsíců v letech 1940 až 1942, k méně než třem měsícům počátkem roku 1945.
Paradoxně nárůst průmyslu využívající nucenou práci, v různých pobočných táborech Mauthasen-Gusen, vedl k podstatnému zlepšení podmínek pro některé vězně. Zatímco se denní příděly jídla snižovaly, těžký průmysl potřeboval zručné specialisty více než nekvalifikované dělníky, což vedlo k omezení brutality náborových příslušníků SS a „kápů.“ Ačkoliv vězně i nadále denně bili a muzulmany nadále vyhlazovali, od začátku roku 1943 povolili některým továrenským dělníkům přijímat od jejich rodin (nejčastěji Poláků a Francouzů) potravinové balíky. To pomohlo mnohým z nich nejen v tom, že se vyhli vyhladovění, ale oni sami mohli pomoci vězňům, kteří neměli mimo tábor žádné příbuzné, či jim nebylo dovoleno přijímat balíky.

### Ztráty na životech
| Ztráty na životech Gusen I, II a III | Józef Żmij | Stanisław Nogaj | KZ Gusen | Hans Maršálek | Stanisław Dobosiewicz |
| ------------------------------------ | ---------- | --------------- | -------- | ------------- | --------------------- |
| 1940                                 | 1 784      | 7 214           | 1 430    | 1 389         | 1 762                 |
| 1941                                 | 5 793      | 7 214           | 5 564    | 5 272         | 6 300                 |
| 1942                                 | 6 088      | 7 203           | 5 005    | 7 410         | 9 534                 |
| 1943                                 | 5 225      | 5 303           | 5 173    | 5 248         | 6 103                 |
| 1944                                 | 5 921      | 4 790           | 4 691    | 4 091         | 5 488                 |
| 1945                                 | 12 600     | 197             | 4 673    |               | 15 415                |
| bez data                             | 2 843      |                 |          |               |                       |
| celkem                               | 37 411     | 24 707          | 30 536   | 33 451        | 44 602                |

Přesné počty mrtvých v komplexu Mauthausen-Gusen není možno určit, neboť většina táborových záznamů a důkazů byla zničena Němci, a nově příchozím vězňům bylo často přiřazeno číslo již zabitého vězně. Situace je ještě složitější, protože některé vězně z Gusenu zabili v Mauthausenu a alespoň 3423 z nich poslali do Hartheimského zámku vzdáleného 40,7 kilometrů. Rovněž bez zmínky přesných počtů dalších několik tisíc zabili v mobilních plynových komorách. SS se před odchodem z tábora 4. května 1945 pokusila zničit důkazy připouštějící identifikaci asi 40 000 obětí. Během prvních dní osvobodili polští vězni, členové vězeňské organizace odporu, hlavní táborový úřad; navzdory přání ostatních vězňů, kteří jej chtěli spálit.
Po válce převezl jeden ze zachráněných Poláků dokumenty hlavního táborového úřadu do Polska, kde je později předal muzeu Auschwitz-Birkenau v Osvětimi. Části záznamů o úmrtí tábora Gusen I zajistili polští vězni, kteří je po válce převezli do Austrálie. V roce 1969 pak tyto záznamy odevzdali stopovacímu oddělení Mezinárodního červeného kříže.
Zachráněná táborová kartotéka zahrnuje osobní záznamy 37 411 zavražděných vězňů, včetně 22 092 Poláků, 5024 Španělů, 2843 sovětských válečných zajatců a 7452 vězňů 24 jiných národností. Část zachráněné kartotéky týkající se zemřelých z KZ Gusenu zaznamenává dalších 30 536 jmen.

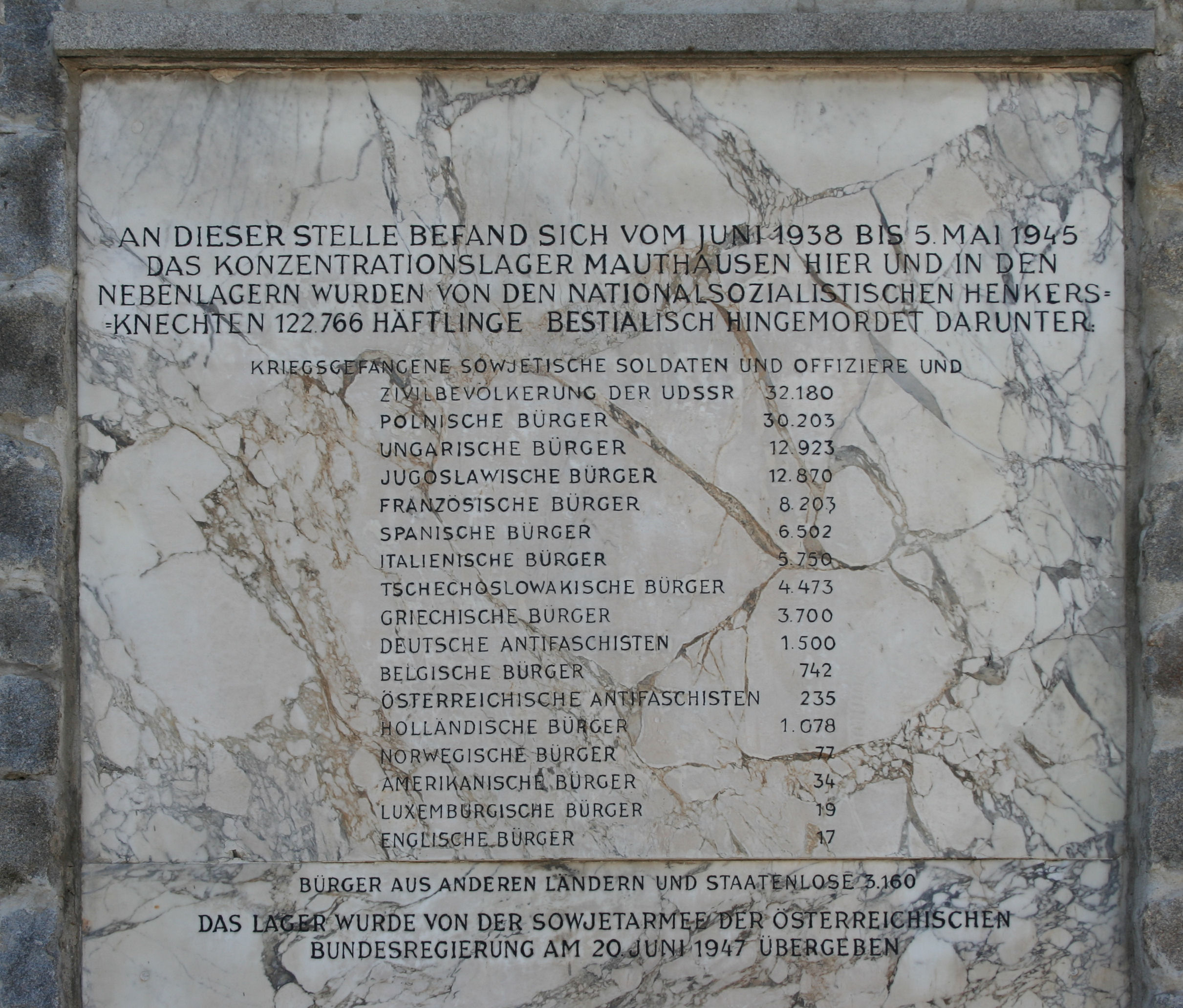
Počty mrtvých

Hlavním zdrojem informací o počtu mrtvých v táborovém komplexu jsou kromě kartoték Mauthausenských pobočných táborů:
1. Záznamy Józefa Żmija, jednoho ze zachráněných, který pracoval v táborovém úřadě Gusenu I. Jeho záznamy vycházejí z vlastnoručně zhotovených kopií ročních zpráv z období let 1940 až 1944 a denních velitelských zpráv v období mezi 1. lednem 1945 až do osvobození.
2. Původní kartotéka zemřelých Gusenského tábora, které se drží Mezinárodní červený kříž.
3. Osobní poznámky Stanisława Nogaja, jiného vězně, který pracoval v gusenském úřadu.
4. Kartotéka úmrtí vyhotovená hlavním doktorem SS Mauthausenského hlavního úřadu pro tábor Gusen (podobné záznamy pro Mauthausenské pobočné tábory byly zničeny).

Kvůli množství rozdílných zdrojů se přesné ztráty na životech v koncentračním táboře Mauthausen-Gusen podstatně liší zdroj od zdroje. Různí badatelé je udávají v rozmezí 122 766 až 320 000. Další uváděná čísla jsou 200 000 či „přes 150 000.“
Různí historici udávají celkové ztráty na životech ve čtyřech hlavních táborech (Mauthausen, Gusen I, Gusen II a Gusen III) mezi 55 000 a 60 000. V prvních měsících po osvobození zemřelo v amerických polních nemocnicích dalších 1042 vězňů.
Z asi 320 000 vězňů uvězněných během války v různých táborech KZ Mauthausen-Gusen, přežilo asi jen 80 000 vězňů, včetně 20 487 až 21 368 v Gusenu I, II a III.

## Osvobození a poválečný odkaz

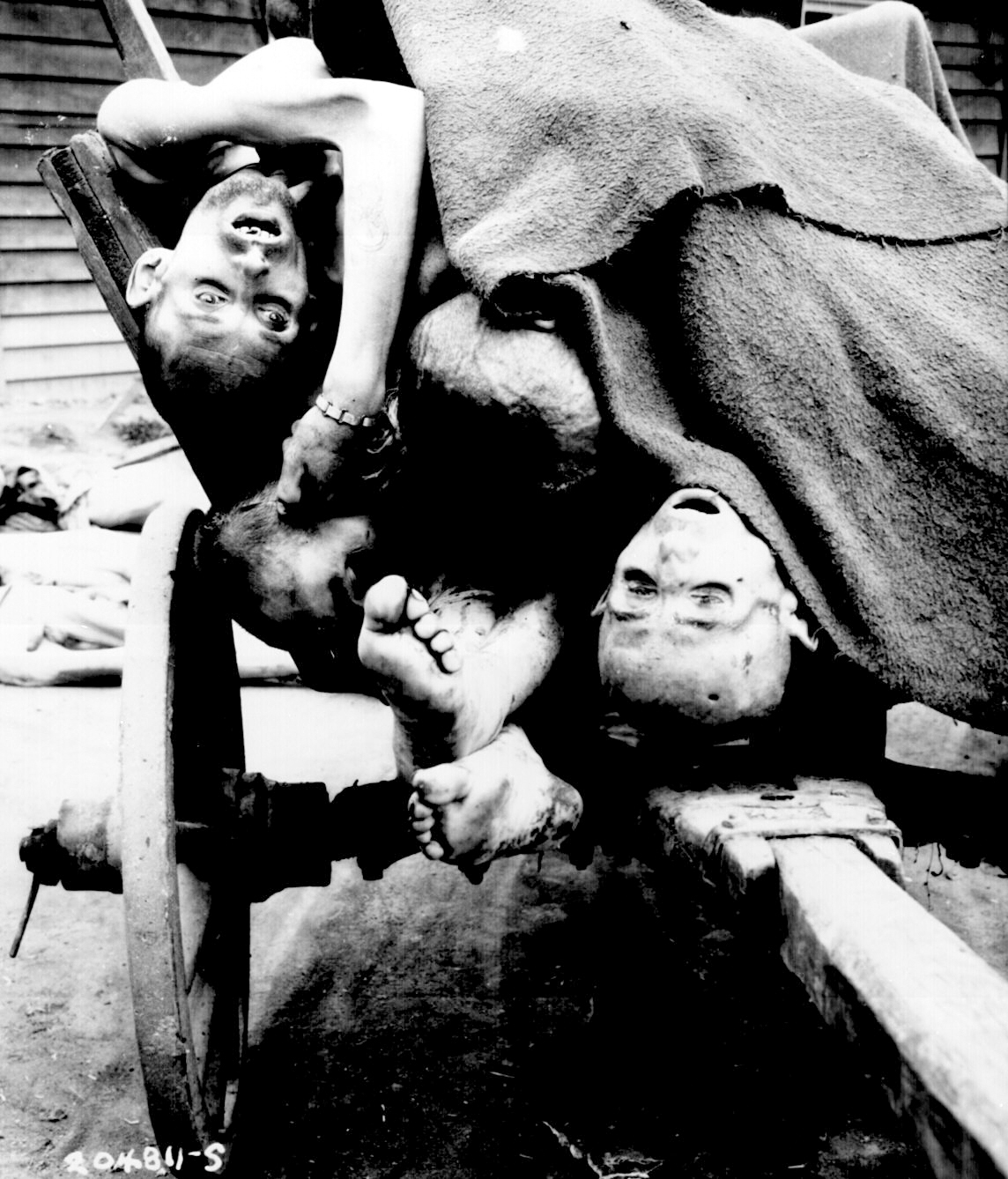
Po osvobození je německými civilisty přemístěno několik těl na řádný pohřeb v koncentračním táboře Gusen

| Graf znázorňující národnost těch vězňů, kteří přežili Gusen I, II a III pro podrobnosti klikněte na graf |
| --- |
| |

Během posledních měsíců před osvobozením tábora jej připravil jeho velitel Franz Ziereis na obranu před možnou sovětskou ofenzivou. Většina vězňů německé a rakouské národnosti se „dobrovolně“ přihlásila do SS-Freiwillige Häftlingsdivision – jednotky SS složené hlavně z bývalých vězňů koncentračního tábora, vedené Oskarem Dirlewangerem. Zbývající vězni byli nahnáni budovat protitankové žulové bariéry východně od Mauthausenu. Vězni, kteří si nebyli schopni poradit s těžkou prací a podvýživou, byli ve velkém likvidováni, aby uvolnili místo pro přicházející nové vězně z jiných evakuovaných táborů, včetně většiny pobočných táborů Mauthausen-Gusenu. V posledních měsících války se dodávka hlavního zdroje kalorií, potravinových balíků posílaných prostřednictvím Mezinárodního červeného kříže, zastavila a potravinové příděly byly katastrofálně nízké. Vězni, přemístění do „nemocničního tábora“, dostávali kromě půl litru polévky jen jeden chléb rozdělený pro dvacet vězňů. Mnozí vězni, kteří se už před tím angažovali v různých formách odporu, začali připravovat plány na obranu tábora v případě pokusu SS na zlikvidování zbylých vězňů. Není známé, proč nebyli vězni Gusenu I a II navzdory přímému rozkazu Heinricha Himmlera masově popraveni; Zeireisův plán předpokládal nahnání všech vězňů do tunelů Kellerbauské podzemní továrny a vyhození jejich vstupů do vzduchu. Jeden z polských členů hnutí odporu, který se o tomto plánu dozvěděl, naplánoval shromažďování nářadí potřebného na vykopání průduchů.
28. dubna bylo nahnáno asi 22 000 vězňů, pod záminkou smyšleného náletu, do gusenských tunelů. Po několika hodinách se však vězni mohli vrátit do tábora. Autor monografie o komplexu Mauthausen-Gusen, Stanisław Dobosiewicz, vysvětluje, že možným důvodem selhání německého plánu bylo přerušení zápalné šňůry. Samotný Ziereis, ve své výpovědi z 25. května 1945, prohlásil, že neuposlechnout rozkaz jej přesvědčila jeho manželka. Ačkoliv se od plánu upustilo, vězni se nadále obávali masakru ze strany SS jinými prostředky. Proto připravili polští, sovětští a francouzští vězni plán útoku na baráky stráží SS a získání zbraní potřebných k boji. Podobný plán vypracovali i španělští vězni.
3. května začali SS a další stráže přípravu evakuace tábora. Následující den vystřídali mauthausenské stráže neozbrojení vojáci Volkssturmu a improvizovaná jednotka složená ze starších vídeňských policistů a hasičů. Velitel policejní jednotky uznal „vězeňskou samosprávu“ coby nejvyšší táborový orgán a Martin Gerken, v gusenské administrativě do té doby nejvýše postavený vězeň („kápo“), který měl hodnost Lagerälteste tj. nejstarší v táboře, se stal de facto novým velitelem. Pokusil se vytvořit Mezinárodní vězeňský výbor, který by se stal dočasnou vládnoucí skupinou tábora až do jeho osvobození jednou z blížících se armád. Po veřejném obvinění z kolaborace s SS však jeho plán ztroskotal. Nucené práce se zastavily ve všech pobočných táborech Mauthausenu a vězni se soustředili na přípravy svého osvobození anebo na obranu v případě možného útoku divizí SS soustředěných v oblasti. Podle pamětníka Dr. Hlaváčka se „nedostatečně vyzbrojené vojenské jednotky vězňů, pod vedením rakouského majora Kodra a sovětského majora Pirogova, pustily do boje proti elitním jednotkám SS, obsadily okolní kopce a tím zabránily jednotkám SS, aby napadly Mauthausen.“ Ze všech hlavních táborů komplexu Mauthausen-Gusen byl evakuován pouze Gusen III. 1. května byli vězni posláni na pochod smrti do Sankt Georgenu, ale již po několika hodinách pochodu jim bylo nařízené vrátit se zpět do tábora. Operace se zopakovala i další den, ale byla opět rychle odvolaná. Následující den stráže SS dezertovaly a nechaly vězně jejich vlastnímu osudu.

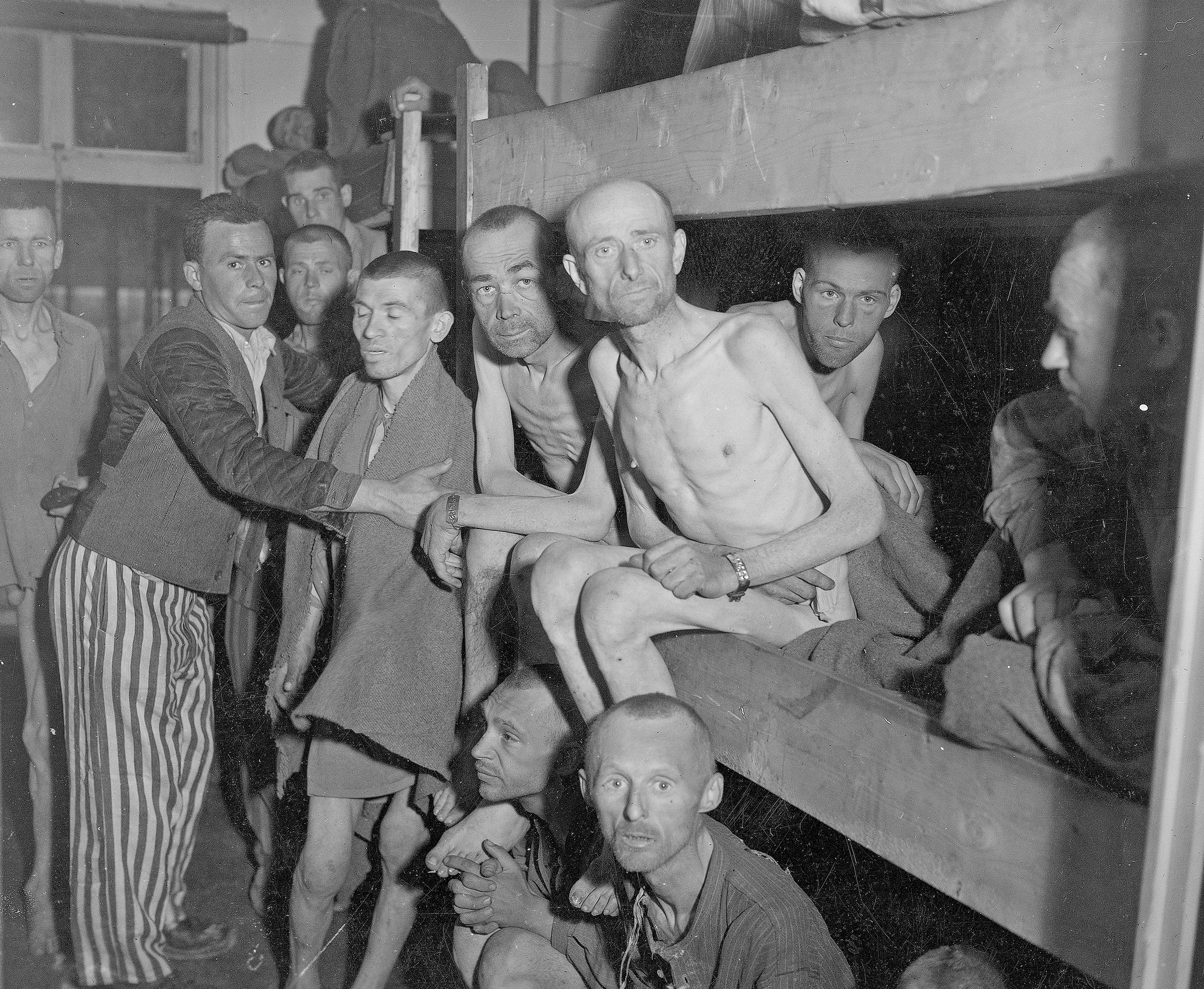
Přeživší z tábora Ebensee krátce po osvobození

Tábory Mauthausen-Gusen byly posledními, které byly koncem druhé světové války osvobozeny. 5. května 1945 přišli do tábora Mauthausen vojáci 41. průzkumné jednotky 11. americké obrněné divize. Tyto jednotky odzbrojily policisty a opustily tábor. Většina členů SS utekla z tábora již před jeho osvobozením; zbylých zhruba třicet bylo vězni zlynčováno (podobný počet byl zlynčován i v Gusenu II). Do 6. května byly, s výjimkou dvou táborů v Loiblpassu, americkou armádou osvobozeny všechny zbývající pobočné tábory komplexu Mauthausen-Gusen.
Mezi osvobozenými táborovými vězni byl Jack Taylor, důstojník Office of Strategic Services (předchůdce CIA). S pomocí několika vězňů přežil a byl později klíčovým svědkem procesu Mauthausen-Gusenského tábora před Mezinárodním vojenským tribunálem v Dachau. Další z těch, kteří přežili, byl Simon Wiesenthal, inženýr, který strávil zbytek svého života lovem nacistických válečných zločinců.
Po německé kapitulaci připadl komplex Mauthausen-Gusen do sovětské okupační zóny Rakouska. Nejdříve používali Sověti části táborů Mauthausen a Gusen I jako kasárna Rudé armády. Ve stejném období byly podzemní továrny rozebrány a poslány jako válečná kořist do Sovětského svazu. Později mezi roky 1946 a 1947 byly tábory nestřežené a většina nábytku a zařízení tábora byla rozebrána jak Rudou armádou, tak místním obyvatelstvem. V roce 1947 vyhodila sovětská armáda tunely do povětří, odevzdala tábor rakouským civilním orgánům a stáhla se z oblasti. V roce 1949 byl tábor vyhlášen za památné místo. Nakonec, 3. května 1975, 30 let po osvobození tábora, kancléř Bruno Kreisky slavnostně otevřel Mauthausenské muzeum. Na rozdíl od Mauthausenu je dnes většina toho, co tvořilo pobočky Gusen I, II a III, bytovými zónami postavenými po válce.
Pamětníci a příbuzní zabitých odbojářů, kteří pomáhali parašutistům, každý rok v den výročí 24. října pořádají za pomoci historiků Vlastislava Janíka, Jaroslava Čvančary a Vojtěcha Šustka cestu do Mauthausenu.
V srpnu roku 2018 byla v táboře instalována výstava Anthropoid - pravdivý příběh, která odkazuje na osudy 294 lidí zatčených krátce po atentátu na říšského protektora Reinharda Heydricha a převezených do Mauthausenu.